# Stanisław Staszic
Stanisław Wawrzyniec Staszic (n. 6 noiembrie 1755, Piła - d. 20 ianuarie 1826, Varșovia) a fost o figură de frunte a Iluminismului polonez, un preot catolic, filozof, geolog, scriitor politic, poet, publicist, traducător și om de stat. Din 1809 a activat fiind Ministru de stat al Ducatului Varșoviei, din 1810 - Consilier al Ducatului Varșoviei, iar mai târziu din 1824 - ministru de stat al Congresului Poloniei.
Pe vremea „Marelui Sejm” Staszic a susținut linia reformelor și Constituția de la 3 mai 1791.
Din 1800, a fost membru al Societății Prietenii Științei (Towarzystwo przyjaciół Nauk) din Varșovia, iar din 1808 - președintele acesteia.
Este patronul Academiei de Știință și Tehnologie AGH din Cracovia.
A încetat din viață în 20 ianuarie 1826, la Varșovia, unde a poruncit împărțirea proprietății sale la săraci.

## Primele publicații
- Uwagi na życiem Jana Zamoyskiego kanclerza i hetmana wielkiego koronnego. Do dzisiejszego stanu Rzeczypospolitej Polskiej przystosowane. 1787
- Przestrogi dla Polski z teraźniejszych politycznych Europy związków i z praw natury wypadające. 1790
- O ziemiorództwie gór dawnej Sarmacji a później Polski. 1805
- O statystyce Polski. Krótki rzut wiadomości potrzebnych tym, którzy ten kraj chcą oswobodzić i tym którzy w nim chcą rządzić. 1809
- O ziemiorództwie Karpatów i innych gór i równin Polski. 1815
- Myśli o politycznej równowadze Europy (Gânduri despre echilibrul politic al Europei). 1815
- Ród ludzki. Poema dydaktyczne. (Rasa umană. Poemă didactică) 1820
- Dzieła Stanisława Staszica. W opracowaniu autora. T. I - IX. 1816-1820 [9]